# Liste des fontaines du 10e arrondissement de Paris

Cet article recense les fontaines du 10e arrondissement de Paris, en France.

## Statistiques
Une fontaine est protégée au titre des monuments historiques : 

- la fontaine Saint-Laurent[2].

## Liste
| Fontaine                                                         | Localisation                                                          | Coordonnées                 | Auteur(s)                                                                              | Date       | Illus. |
| ---------------------------------------------------------------- | --------------------------------------------------------------------- | --------------------------- | -------------------------------------------------------------------------------------- | ---------- | ------ |
| Fontaine Aqua Candida                                            | rue du 8-Mai-1945 cour d'Honneur de la gare de l'Est                  | 48° 52′ 37″ N, 2° 21′ 34″ E | Michele Blondel (architecte)                                                           | 1988       |        |
| Fontaine du square Alban Satragne (ancienne prison Saint-Lazare) | square Alban-Satragne 107 bis rue du Faubourg-Saint-Denis             | 48° 52′ 32″ N, 2° 21′ 17″ E | Jean Luc Giraud (architecte)                                                           | 1990       |        |
| Fontaine de la Descente au Paradis                               | 1 avenue Claude-Vellefaux dans hall d'entrée de l'hôpital Saint-Louis | 48° 52′ 24″ N, 2° 22′ 03″ E | Daniel Badani (architecte) Pierre Roux-Dorlut (architecte) Michele Blandel (sculpteur) | 1983       |        |
| Fontaine de l'hôpital Lariboisière                               | 2 rue Ambroise-Paré (cour latérale gauche de l'hôpital Lariboisière)  | 48° 52′ 57″ N, 2° 21′ 08″ E |                                                                                        |            |        |
| Fontaines de la place de la République                           | place de la République                                                | 48° 52′ 04″ N, 2° 21′ 47″ E |                                                                                        | 1883       |        |
| Fontaine Saint-Laurent                                           | square Saint-Laurent 68 boulevard de Magenta                          | 48° 52′ 54″ N, 2° 20′ 20″ E | André Martin (maître d'œuvre)                                                          | 1846-1848  |        |
| Fontaine Stevens                                                 | rue Alfred-Stevens                                                    | 48° 52′ 54″ N, 2° 20′ 20″ E |                                                                                        | 1933       |        |
| Fontaine Verdun-Valmy ou fontaine Raoul-Follereau                | place Raoul-Follereau avenue de Verdun                                | 48° 52′ 36″ N, 2° 21′ 50″ E |                                                                                        | 1975, 1981 |        |
| Fontaine Hôpital Saint-Louis                                     | Hôpital Saint-Louis                                                   |                             |                                                                                        |            |        |
| Fontaine du jardin Villemin                                      | Jardin Villemin                                                       | 48° 52′ 30″ N, 2° 21′ 43″ E | Marie Auguste Martin                                                                   | 1846       |        |